# Crumenaria glaziovii
Crumenaria glaziovii är en brakvedsväxtart som beskrevs av Ignatz Urban. Crumenaria glaziovii ingår i släktet Crumenaria och familjen brakvedsväxter. Inga underarter finns listade i Catalogue of Life.